# Pascal Fauvel
Pascal Fauvel (* 8. April 1882; † 22. Oktober 1942) war ein französischer Bogenschütze.
Fauvel nahm an den Olympischen Spielen 1920 in Antwerpen teil. Insgesamt gewann er drei Medaillen in den Teamwettbewerben der Bogenschützen auf das Bewegliche Vogelziel.